# Municipio de Grant (condado de Cheboygan)
El municipio de Grant (en inglés: Grant Township) es un municipio ubicado en el condado de Cheboygan en el estado estadounidense de Míchigan. En el año 2010 tenía una población de 846 habitantes y una densidad poblacional de 5,64 personas por km².

## Geografía
El municipio de Grant se encuentra ubicado en las coordenadas 45°31′13″N 84°18′1″O / 45.52028, -84.30028. Según la Oficina del Censo de los Estados Unidos, el municipio tiene una superficie total de 150.03 km², de la cual 126,4 km² corresponden a tierra firme y (15,75 %) 23,63 km² es agua.

## Demografía
Según el censo de 2010, había 846 personas residiendo en el municipio de Grant. La densidad de población era de 5,64 hab./km². De los 846 habitantes, el municipio de Grant estaba compuesto por el 95,86 % blancos, el 0,12 % eran afroamericanos, el 2,48 % eran amerindios, el 0,35 % eran de otras razas y el 1,18 % eran de una mezcla de razas. Del total de la población el 0,95 % eran hispanos o latinos de cualquier raza.